# میلوش یاکش
میلوش یاکش (چکی: Miloš Jakeš، زاده ۱۲ اوت ۱۹۲۲ – درگذشته ۹ ژوئیه ۲۰۲۰) سیاست‌مدار کمونیست چک که از ۱۹۸۷ تا ۱۹۸۹ دبیر اول حزب کمونیست چکسلواکی بود. یاکش به دنبال انقلاب مخملی، در نوامبر ۱۹۸۹ از این مقام کناره‌گیری کرد.
میلوش یاکش در ۹ ژوئیهٔ ۲۰۲۰، در سن ۹۷ سالگی درگذشت.